# 八介
八介（はちすけ）とは、武士階級の中で、同じ家が代々に亘ってその地方の在庁官人の介職に任官されている場合、尊称として自他共に認知されている「苗字（本貫地の地名）+介」という特別な名乗りを行っている八つの家の当主を指す。

## 一覧
大内介
代々に亘って周防権介に任官されている大内氏当主の尊称。
富樫介
代々に亘って加賀介に任官されている富樫氏当主の尊称。
井伊介
代々に亘って遠江介に任官されている井伊氏当主の尊称。
狩野介
代々に亘って伊豆介に任官されている狩野氏当主の尊称。
三浦介
代々に亘って相模介に任官されている三浦氏当主の尊称。
千葉介
代々に亘って下総権介に任官されている千葉氏当主の尊称。
上総介
上総氏は当主が上総権介に任官されたのでそれを苗字とした。
秋田城介
秋田城主兼出羽介の事で、鎌倉時代には安達氏の事を指した。織田政権の時は織田信忠、豊臣政権や江戸時代は秋田氏（秋田郡を領する安東氏が秋田城介と領地名に因んで改名）を指す。